# Eisenbahnunfall in der Estación Once de Septiembre

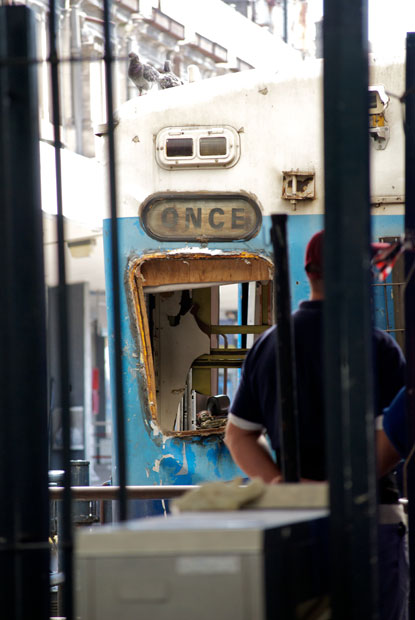
Triebwagenkopf des verunfallten Zuges

Der Eisenbahnunfall in der Estación Once de Septiembre in Buenos Aires war die Fahrt eines Zuges gegen einen Prellbock am 22. Februar 2012, wobei 51 Menschen starben und mindestens 703 verletzt wurden.

## Ausgangslage
Im morgendlichen Berufsverkehr fuhr der mit ungefähr 1000 Reisenden besetzte Zug 3772 der Línea Sarmiento aus Moreno in Richtung Bahnhof Once de Septiembre – ein Kopfbahnhof in Buenos Aires. Der Zug war der achtteilige Toshiba-Nahverkehrstriebzug 16 der Eisenbahngesellschaft Trenes de Buenos Aires.

## Unfallhergang

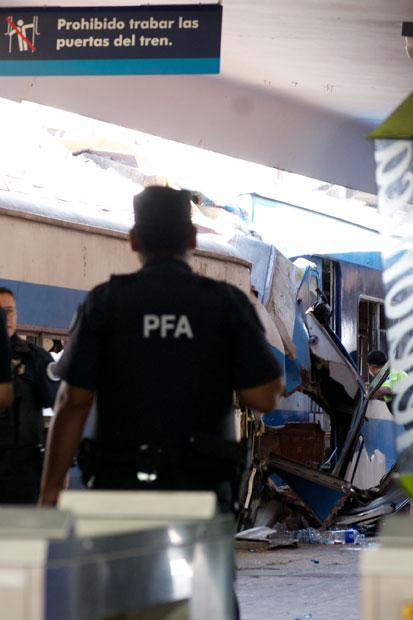
Zug vom Bahnsteig aus

Bei der Einfahrt in den Bahnhof versagten die Bremsen des Zuges teilweise, er fuhr mit 50 km/h viel zu schnell in den Kopfbahnhof ein. Viele Reisende waren im Zug schon nach vorn durchgelaufen, um bei der Ankunft näher am Ausgang zu sein. Der Zug fuhr 8.33 mit etwa 25 km/h auf den hydraulischen Bremsprellbock auf, dessen Bremsvermögen für diese Geschwindigkeit und Zugmasse nicht ausreichte. Dabei wurde das erste Segment des Triebwagens eingedrückt und beschädigt. Die beiden folgenden Wagen wurden zusammengedrückt und ineinander geschoben. Hier starben auch die meisten Menschen. Viele wurden durch herumfliegende Metallteile und das Glas zerplatzender Fenster verletzt. Wagendächer wurden von den Wagenkästen des Zuges abgetrennt. Der Lokomotivführer überstand den Unfall mit Verletzungen.

## Folgen
51 Menschen starben bei dem Aufprall, mindestens 703 wurden darüber hinaus verletzt. Dies war der drittschwerste Eisenbahnunfall in der Geschichte Argentiniens, nur übertroffen durch den Eisenbahnunfall von Benavídez am 1. Februar 1970 (236 Tote, 368 Verletzte) und den Unfall des Estrella del Norte am 25. Februar 1978 mit 55 Toten.

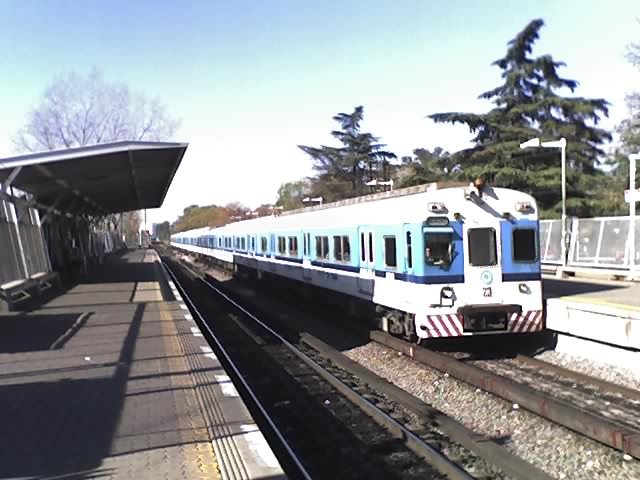
Schwesterfahrzeug des verunglückten Triebwagens

Die argentinische Präsidentin Cristina Fernández de Kirchner, der Bürgermeister von Buenos Aires, Mauricio Macri, und der Gouverneur der Provinz Buenos Aires, Daniel Scioli, riefen zwei Tage Staatstrauer aus und sagten die Festlichkeiten des Sommerkarnevals ab.
Für die Eisenbahngesellschaft Trenes de Buenos Aires war dies der zweite schwere Unfall mit Toten innerhalb eines halben Jahres, nachdem bei einem Unfall im Bahnhof Flores am 13. September 2011 elf Menschen starben. Bei diesem Unfall waren ein Bus und zwei Züge beteiligt. Der Eisenbahngesellschaft wurde aufgrund des Unfalls in der Estación Once de Septiembre am 24. Mai 2012 die Betriebsgenehmigung entzogen und der Eisenbahnbetrieb staatlicher Regie unterstellt. Er wird seitdem auf beiden von der Bahngesellschaft ehemals betriebenen Linien von der Unidad de Gestión Operativa Mitre Sarmiento (UGOMS) durchgeführt.
Eine große Zahl von Mitarbeitern der Bahngesellschaft und der Verkehrsverwaltung wurden vor einem Strafgericht angeklagt. Gegen 21 Angeklagte wurden Gefängnisstrafen verhängt, darunter gegen den früheren Chef der Bahngesellschaft, Claudio Cirigliano, neun Jahre, den Lokomotivführer dreieinhalb Jahre, den früheren Verkehrsminister Juan Pablo Schiavi acht Jahre, seinen Vorgänger Ricardo Jaime sechs Jahre Haft.